# Michael Christensen
Michael Christensen (6 febbraio 1983) è un ex calciatore danese, di ruolo difensore.

## Biografia
Nato come Michael Larsen, ha cambiato il suo cognome in Christensen dopo il matrimonio.

## Carriera

### Club

#### Odense e SønderjyskE
Christensen ha cominciato la carriera con la maglia dell'Odense, squadra per cui ha esordito nella Superligaen. A gennaio 2007, è passato al SønderjyskE, formazione della 1. Division, secondo livello calcistico locale. Ha contribuito alla promozione arrivata al termine del campionato 2007-2008. È rimasto in forza al SønderjyskE fino al termine della Superligaen 2011-2012.

#### Vestsjælland
Nel 2012, Christensen è stato ingaggiato dal Vestsjælland, squadra all'epoca militante nella 1. Division. Ha esordito in squadra il 29 luglio, schierato titolare nella vittoria casalinga per 1-0 sul Vendsyssel. Ha totalizzato 30 presenze in squadra nella prima stagione, senza mai andare a segno: contemporaneamente, il Vestsjælland si è guadagnato un posto nella Superligaen.
L'11 giugno 2013, ha rinnovato il contratto che lo legava al club per un'ulteriore stagione. Il 15 marzo 2014 ha segnato la prima rete in squadra, nella vittoria per 1-2 sul campo del Nordsjælland. Alla fine del campionato 2013-2014, ha totalizzato 22 presenze e ha messo a referto 2 reti. Il 26 giugno 2014 ha rinnovato ancora il suo contratto.

#### Start
Il 31 marzo 2015, ultimo giorno del calciomercato norvegese, è stato ingaggiato dallo Start, formazione militante nella massima divisione locale. È rimasto svincolato al termine del campionato 2015.

#### Hobro
L'11 gennaio 2016, libero da vincoli contrattuali, ha firmato un accordo con l'Hobro.

## Statistiche

### Presenze e reti nei club
Statistiche aggiornate al 1º luglio 2016.
| Stagione            | Club                | Campionato          | Campionato | Campionato | Coppe nazionali | Coppe nazionali | Coppe nazionali | Coppe continentali | Coppe continentali | Coppe continentali | Supercoppe | Supercoppe | Supercoppe | Totale | Totale |
| Stagione            | Club                | Comp                | Pres       | Reti       | Comp            | Pres            | Reti            | Comp               | Pres               | Reti               | Comp       | Pres       | Reti       | Pres   | Reti   |
| ------------------- | ------------------- | ------------------- | ---------- | ---------- | --------------- | --------------- | --------------- | ------------------ | ------------------ | ------------------ | ---------- | ---------- | ---------- | ------ | ------ |
| 2003-2004           | Odense              | SL                  | 2          | 0          | CD              | ?               | ?               | CU                 | ?                  | ?                  | -          | -          | -          | 2+     | 0+     |
| 2004-2005           | Odense              | SL                  | 3          | 0          | CD              | ?               | ?               | -                  | -                  | -                  | -          | -          | -          | 3+     | 0+     |
| 2005-2006           | Odense              | SL                  | 13         | 0          | CD              | ?               | ?               | -                  | -                  | -                  | -          | -          | -          | 13+    | 0+     |
| 2006-2007           | Odense              | SL                  | 8          | 0          | CD              | ?               | ?               | Int+CU             | ?                  | ?                  | -          | -          | -          | 8+     | 0+     |
| Totale Odense       | Totale Odense       | Totale Odense       | 26         | 0          |                 | ?               | ?               |                    | ?                  | ?                  |            | -          | -          | 26+    | 0+     |
| gen.-giu. 2007      | SønderjyskE         | 1D                  | 11         | 0          | CD              | -               | -               | -                  | -                  | -                  | -          | -          | -          | 11     | 0      |
| 2007-2008           | SønderjyskE         | 1D                  | 20         | 0          | CD              | ?               | ?               | -                  | -                  | -                  | -          | -          | -          | 20+    | 0+     |
| 2008-2009           | SønderjyskE         | SL                  | 26         | 0          | CD              | ?               | ?               | -                  | -                  | -                  | -          | -          | -          | 26+    | 0+     |
| 2009-2010           | SønderjyskE         | SL                  | 13         | 0          | CD              | ?               | ?               | -                  | -                  | -                  | -          | -          | -          | 13+    | 0+     |
| 2010-2011           | SønderjyskE         | SL                  | 13         | 1          | CD              | ?               | ?               | -                  | -                  | -                  | -          | -          | -          | 13+    | 1+     |
| 2011-2012           | SønderjyskE         | SL                  | 22         | 0          | CD              | 3               | 1               | -                  | -                  | -                  | -          | -          | -          | 25     | 1      |
| Totale SønderjyskE  | Totale SønderjyskE  | Totale SønderjyskE  | 105        | 1          |                 | 3+              | 1+              |                    | -                  | -                  |            | -          | -          | 64+    | 3+     |
| 2012-2013           | Vestsjælland        | 1D                  | 30         | 0          | CD              | ?               | ?               | -                  | -                  | -                  | -          | -          | -          | 30+    | 0+     |
| 2013-2014           | Vestsjælland        | SL                  | 22         | 2          | CD              | 0               | 0               | -                  | -                  | -                  | -          | -          | -          | 22     | 2      |
| 2014-mar. 2015      | Vestsjælland        | SL                  | 10         | 0          | CD              | 2               | 1               | -                  | -                  | -                  | -          | -          | -          | 12     | 1      |
| Totale Vestsjælland | Totale Vestsjælland | Totale Vestsjælland | 62         | 2          |                 | 2+              | 1+              |                    | -                  | -                  |            | -          | -          | 64+    | 3+     |
| 2015                | Start               | ES                  | 27+2       | 0          | CN              | 1               | 0               | -                  | -                  | -                  | -          | -          | -          | 28     | 0      |
| gen.-giu. 2016      | Hobro               | SL                  | 11         | 0          | CD              | -               | -               | -                  | -                  | -                  | -          | -          | -          | 11     | 0      |
| Totale              | Totale              | Totale              | 231+2      | 3+0        |                 | 6+              | 2+              |                    | ?                  | ?                  |            | -          | -          | 239+   | 5+     |